# 琵琶

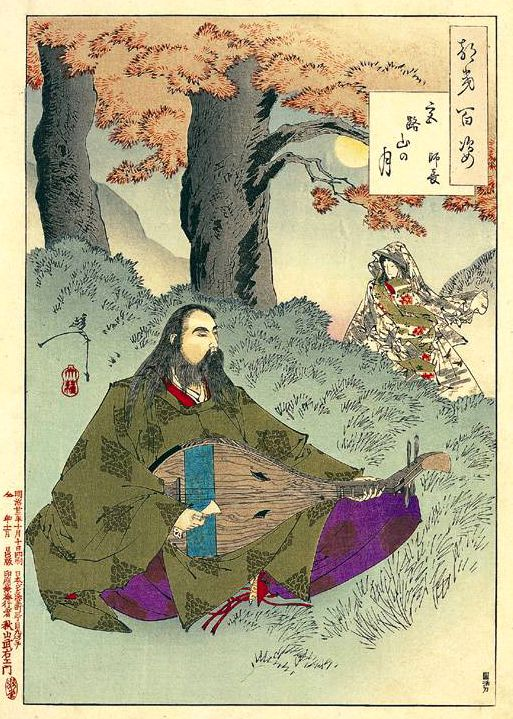
尾張に流罪となった藤原師長が琵琶を弾くと宮路山の水神が現れたという場面を描いた『宮路山の月』（月岡芳年『月百姿』）

琵琶（びわ、英語: pipa, 特に日本のものは biwa）は、東アジアの有棹（リュート属）弦楽器の一つ。弓を使わず、もっぱら弦（絃）をはじいて音を出す撥弦楽器である。古代において四弦系（曲頚琵琶）と五弦系（直頚琵琶）があり、後者は伝承が廃絶し使われなくなったが、前者は後に中国及び日本においていくつもの種類が生じて発展し、多くは現代も演奏されている。ベトナムにはおそらく明代に伝播した四弦十数柱のものが伝承され、ダン・ティ・バと呼ばれる。なお、広義には阮咸（げんかん）や月琴などのリュート属弦楽器も琵琶に含めることもある。
四弦系（曲頚）琵琶は、西アジアのウード、ヨーロッパのリュートと共通の起源を持ち、形もよく似ている。すなわち卵を縦に半分に割ったような形の共鳴胴に棹を付け、糸倉（ヘッド）がほぼ直角に後ろに曲がった特徴的な形である。五弦系(直頚)琵琶はインド起源とされ、糸倉は曲がらず真っすぐに伸びている。正倉院に唯一の現物である「螺鈿紫檀五弦の琵琶」（らでんしたんごげんのびわ、図参照）が保存されている。
四弦系（曲頚）琵琶が改良されて五弦となった琵琶も、日本の筑前琵琶などで見られる。

## 起源
実物は現存しないが、サーサーン朝ペルシア遺跡から出土する工芸品の浮彫り装飾などに、琵琶に似た楽器がしばしば見られる。糸倉が後ろに曲がり、多くはばちをもって弾奏されており、この「バルバット」と呼ばれる楽器が四弦系琵琶やウード、リュートの祖先とされる。これが中国に伝わったのは前漢の頃である。現存する世界最古の四弦琵琶は、今のところ正倉院に保存されている数面の琵琶であると思われる。いずれも奈良時代のものである。また楽譜も正倉院および敦煌から発見されている。

## インドの琵琶

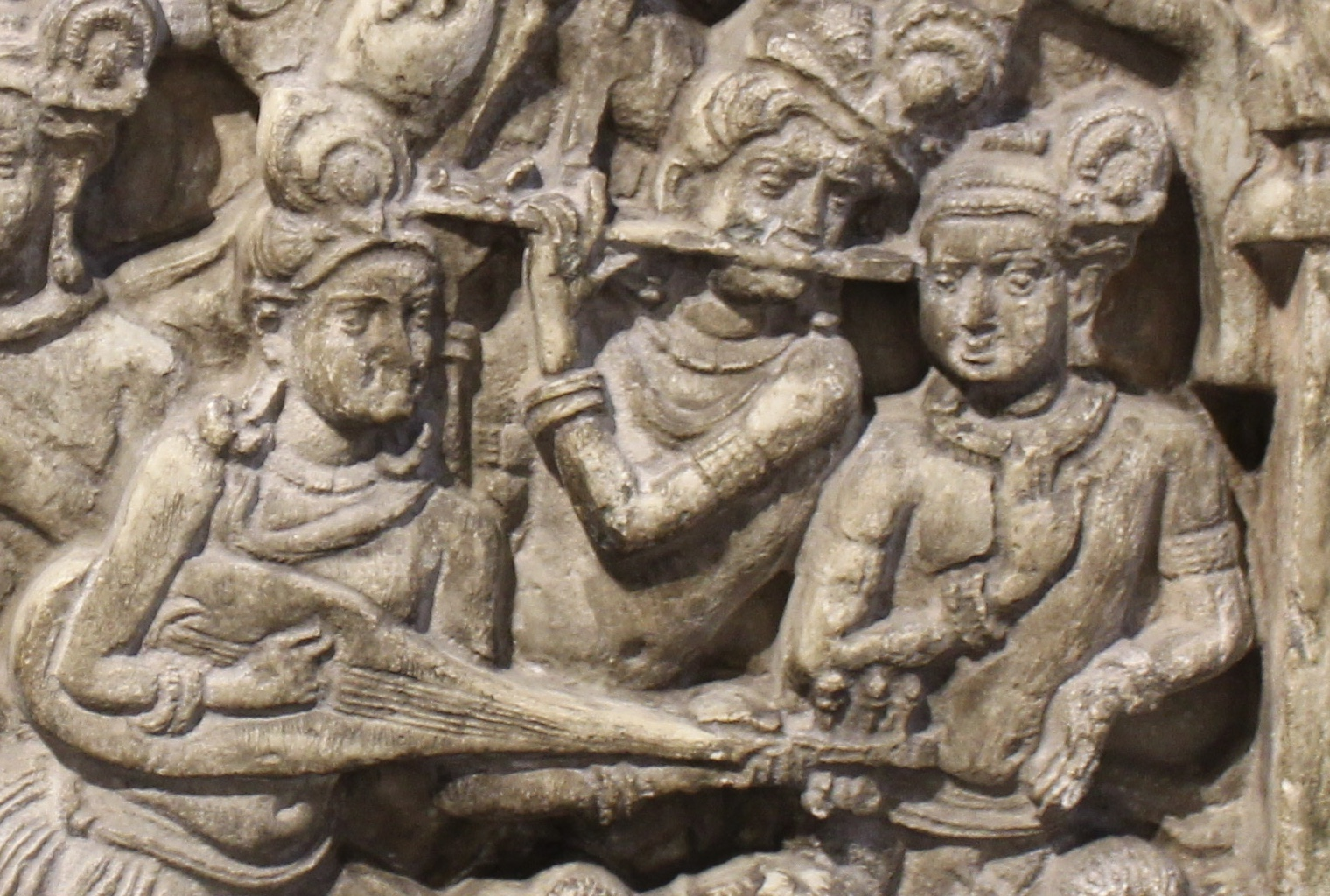
ブッダの生涯を描いた2世紀の石刻のヴィーナ。五弦の「直頚」で、糸倉は曲がらず真っすぐ伸びている。

漢訳仏典には「琵琶」という楽器がよく出てくる。

例えば鳩摩羅什訳『法華経』方便品第二にも「･･･若使人作樂、撃鼓吹角貝、簫笛琴箜篌、琵琶鐃銅鈸、如是衆妙音、盡持以供養･･･」云々の「妙音成仏」の思想が説かれており、日本の仏僧が琵琶を弾く根拠となっている。『法華経』のこのくだりの「琵琶」の原語は「ヴィーナ」 である。

同じヴィーナという名称の楽器でも、時代や地域ごとに形状はさまざまであり、琵琶のようなリュート型のものもあれば、竪琴のようなハープ型のものもあった。近現代のインドのヴィーナは、古代のヴィーナとかなり違うので、要注意である。

## 中国大陸の琵琶
現代中国語ではピーパ pípá と発音する。

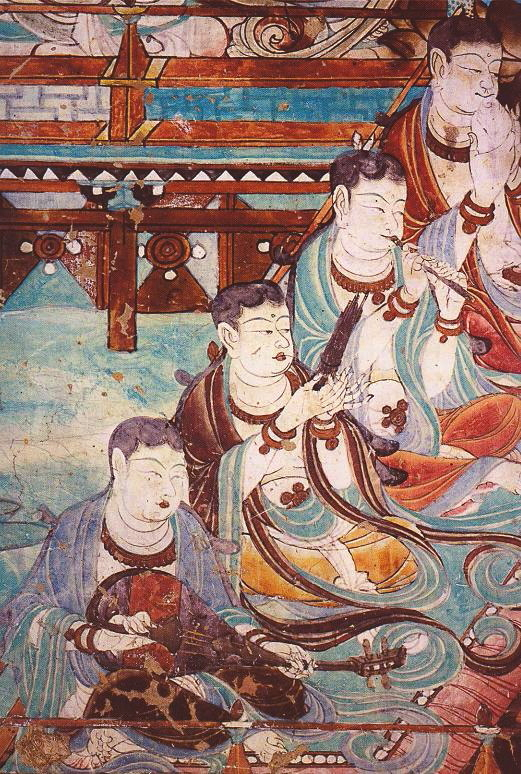
唐代の絵画（甘粛省楡林窟）、当時は琵琶を寝かせて弾いていた

「琵琶」という言葉は後漢の応劭『風俗通』声音篇に見え、また『釈名』釈楽器によれば胡の楽器で、馬上で演奏するものであるとする。琵琶がいつ中国大陸に伝わったかは明らかでないが、西晋の傅玄「琵琶賦」（『初学記』および『通典』が引く）の伝える伝説によると、秦のときに万里の長城を築く労働者が演奏したとも、前漢の烏孫公主が馬上で演奏できるように作ったともいう。しかし、その記述からすると当時「琵琶」と呼んだものは今の琵琶と異なり、阮咸にあたる楽器だったらしい。北魏時代の敦煌莫高窟壁画に5弦の琵琶が描かれており、現在につながる琵琶はこのころ中国大陸に伝わったもののようである。
唐時代の琵琶は現在の日本の楽琵琶とほぼ同じ形をしており、音楽理論が整備される中で、調弦法も多数定められ、様々な合奏にも用いられ、記譜法も確立し、宮廷音楽から民間音楽まで、合奏、独奏、歌唱の伴奏と広く愛好された。白居易の詩「琵琶行」は有名であり、楊貴妃もよく琵琶を演奏したと言われる。清代に使用された琵琶は唐代までのものとは異なり、日本の盲僧琵琶にやや近い形をしており、弦数は変わらないがフレットはずっと増えて14個を備えていた。撥ではなく、へら状の義甲（ピック）で弾奏する。江戸時代の文政頃、月琴や胡琴等と共に日本に伝来、明治初年頃まで明清楽として流行した。現在も長崎に伝承され、「唐琵琶」と呼ばれている。以後も中国ではこの形のものを使用しており、民間歌謡の伴奏を主にしていたが、20世紀に入り、劉天華（二胡、琵琶演奏家、作曲家・1895年〜1932年）らにより独奏曲が作られ始めた。更に1950年代にこの琵琶を改良して現在の琵琶が作られた。現代の琵琶は4本の金属弦を持ち、31個のフレットで半音階を演奏できる。ギターの奏法が取り入れられ、弾奏には右手の全部の指を使用し、爪か義爪によって音を出す。
古い時代の琵琶の楽譜としては敦煌文書 P.3808 の裏面に記された10世紀以前の楽譜（25曲）と、日本に残された楽譜がある。その琵琶譜の譜字は現在のところUnicodeには未収録だが、追加多言語面への追加が提案されている。

## ベトナムの琵琶
ベトナムの琵琶であるダン・ティ・バ（ベトナム語：Đàn tỳ bà / 彈琵琶”、“Đàn”（彈)は弦楽器であることを表す）は、木製で梨型、四本のナイロン弦（以前は絹糸）を持つ。演奏する際にはほぼ垂直に構え、左手の指で頻繁に音色の変化をつける。かつては宮廷で演奏され、現在もフエの皇宮のベトナムの雅楽において演奏される。Tỳ bà hành (漢字: 琵琶行)はカーチューen:Ca trù(漢字:歌籌)という合奏の代表曲である。

## 日本の琵琶

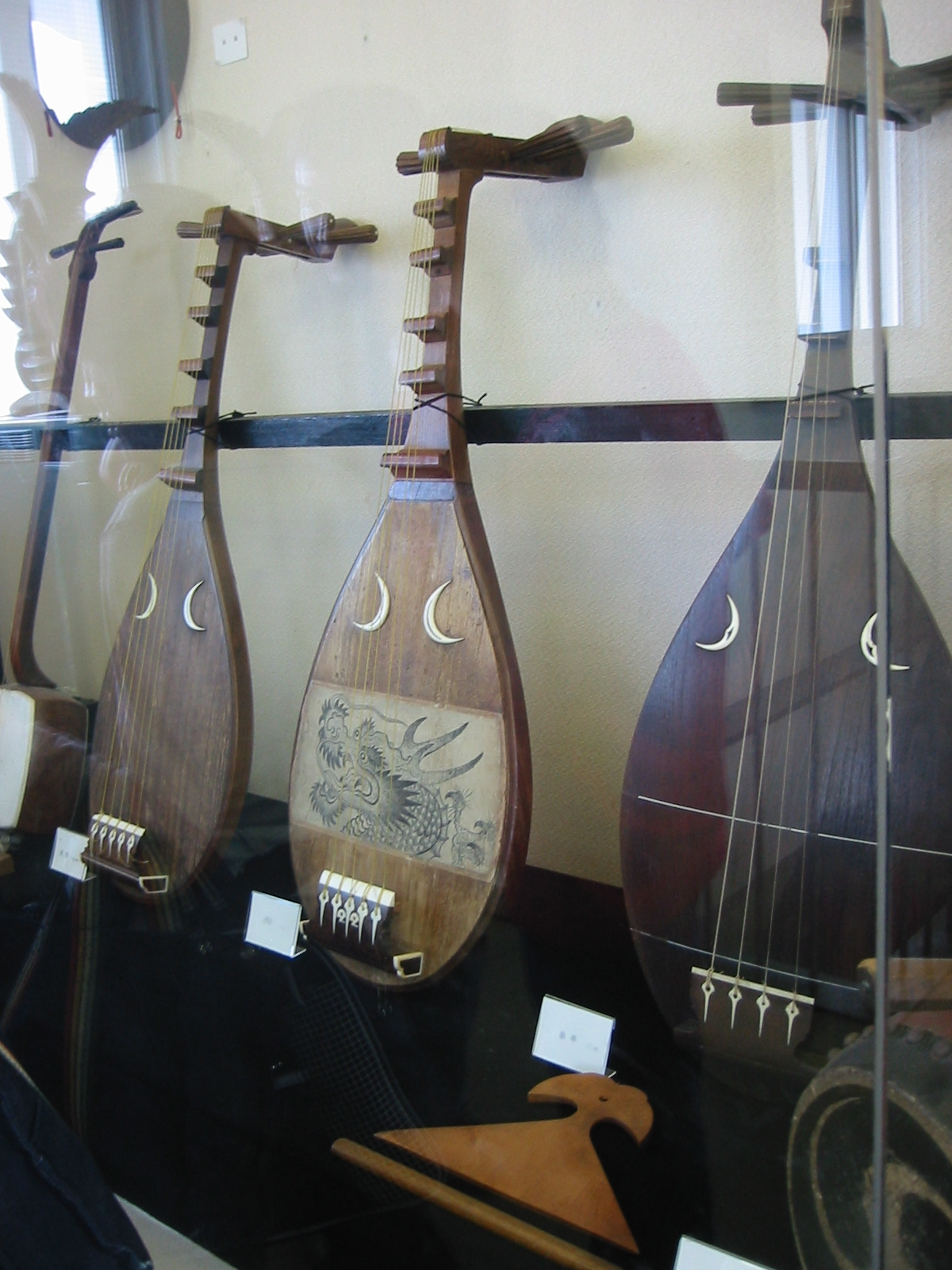
日本の琵琶

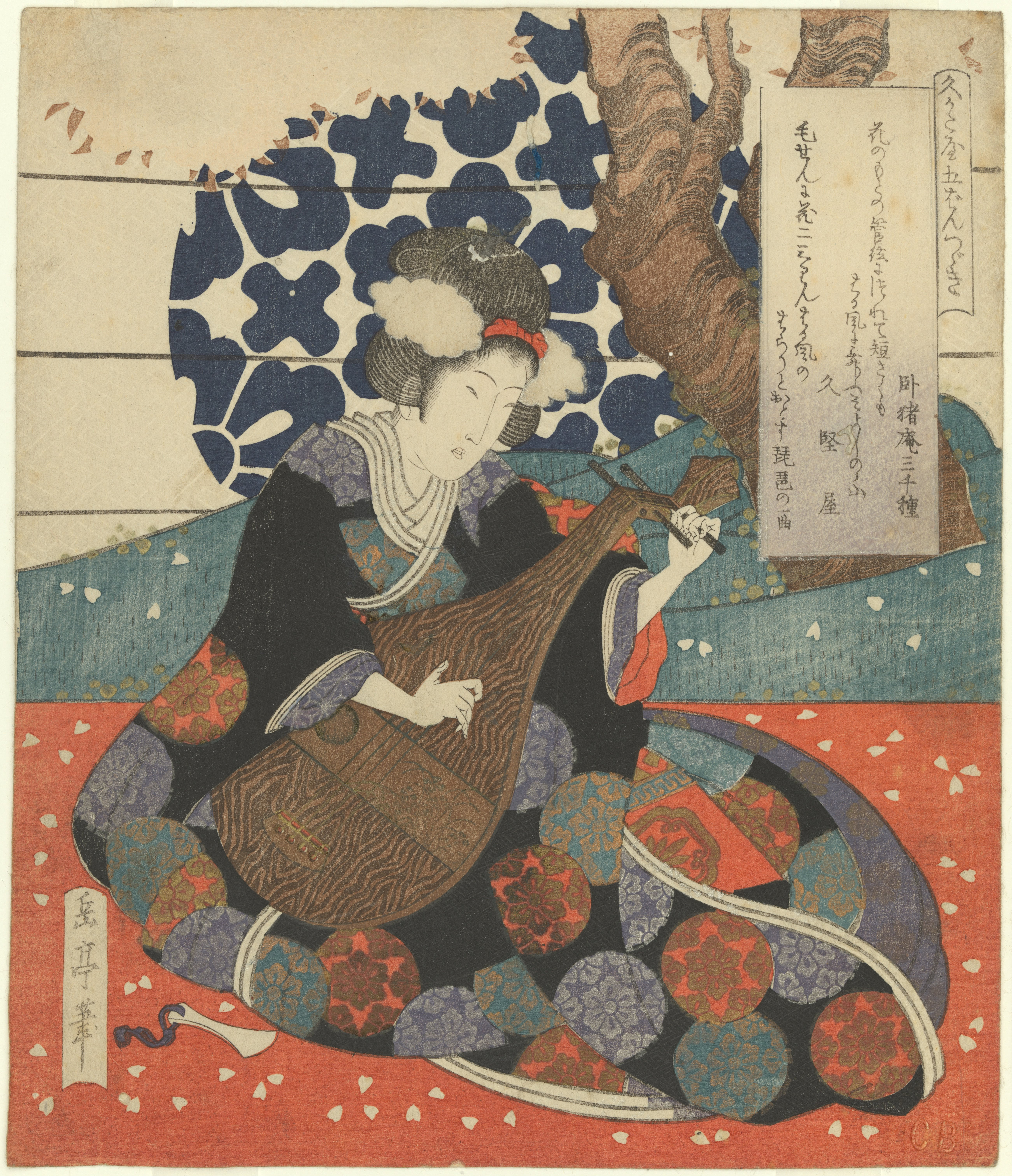
岳亭春信画

琵琶は7、8世紀頃、中国大陸から日本に入った。正倉院の宝物として伝来当時の琵琶が遺されている。半開の扇もしくはイチョウの葉の形に似た撥（棙）で弦を弾奏するのが特徴。 五弦琵琶、楽琵琶、平家琵琶、盲僧琵琶、唐琵琶、薩摩琵琶、筑前琵琶などの種類がある。それぞれの楽器は特有の音楽を持ち、その世界の中では単に「琵琶」と称される。またこれら異種の琵琶同士が合奏されることはまずない。また、琵琶を主体とした音楽を「琵琶楽」と総称する。

### 五弦琵琶
五弦琵琶は奈良時代より中国大陸から伝来した。聖武天皇に献上され、その後、正倉院に収められた螺鈿紫檀五絃琵琶は、世界に残る唯一の古代の五弦琵琶である。この五弦琵琶は、南インド産の紫檀に螺鈿細工をほどこしたもので、インドから中央アジアの亀茲国経由で唐に入り、日本にもたらされたとされる。五弦琵琶が他に見当たらない理由として、音域が四弦琵琶よりも狭く、演奏法も難しかったからだといわれる。
陽明文庫には、五弦琵琶の楽譜が残されている。その譜字は次の通り。
| 絃＼柱 | 開放弦 | 第一柱 | 第二柱 | 第三柱 | 第四柱 |
| ------ | ------ | ------ | ------ | ------ | ------ |
| 第一絃 | 一     | ユ     | 几     | フ     | 丩     |
| 第二絃 | L      | ス     | 十     | 乙     | レ     |
| 第三絃 | リ     | 七     | ヒ     | 〻     | ミ     |
| 第四絃 | 丄     | 八     | 丨     | ム     | ヤ     |
| 第五絃 | 子     | 九     | 中/口  | 四     | 五     |

この他に「小」という譜字も現れているが、これは第四絃第二柱「丨」の別体という説、あるいは第四絃開放弦「丄」と第四絃第一柱「八」の間の小さな柱を表す譜字という説がある。

### 楽琵琶

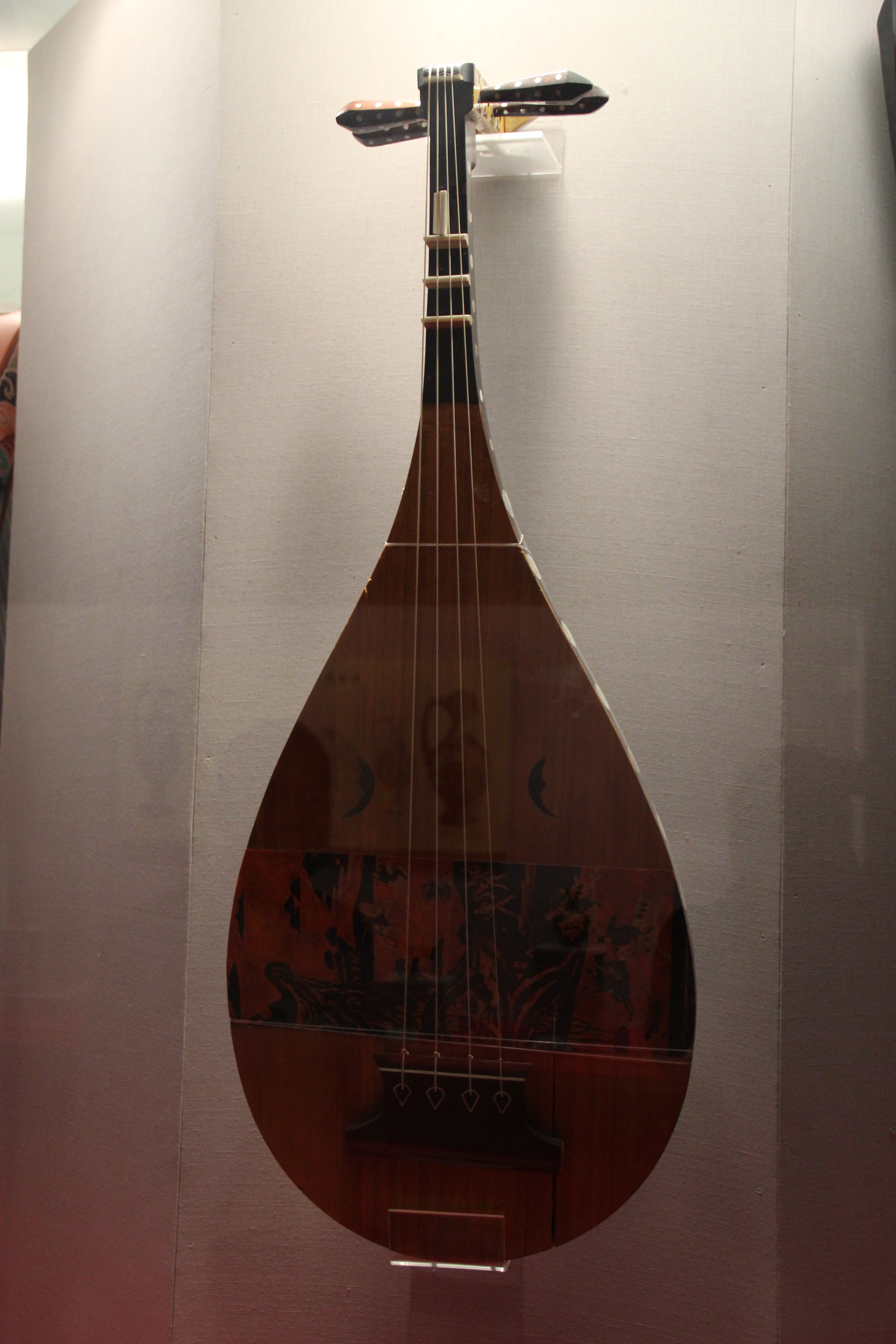
楽琵琶

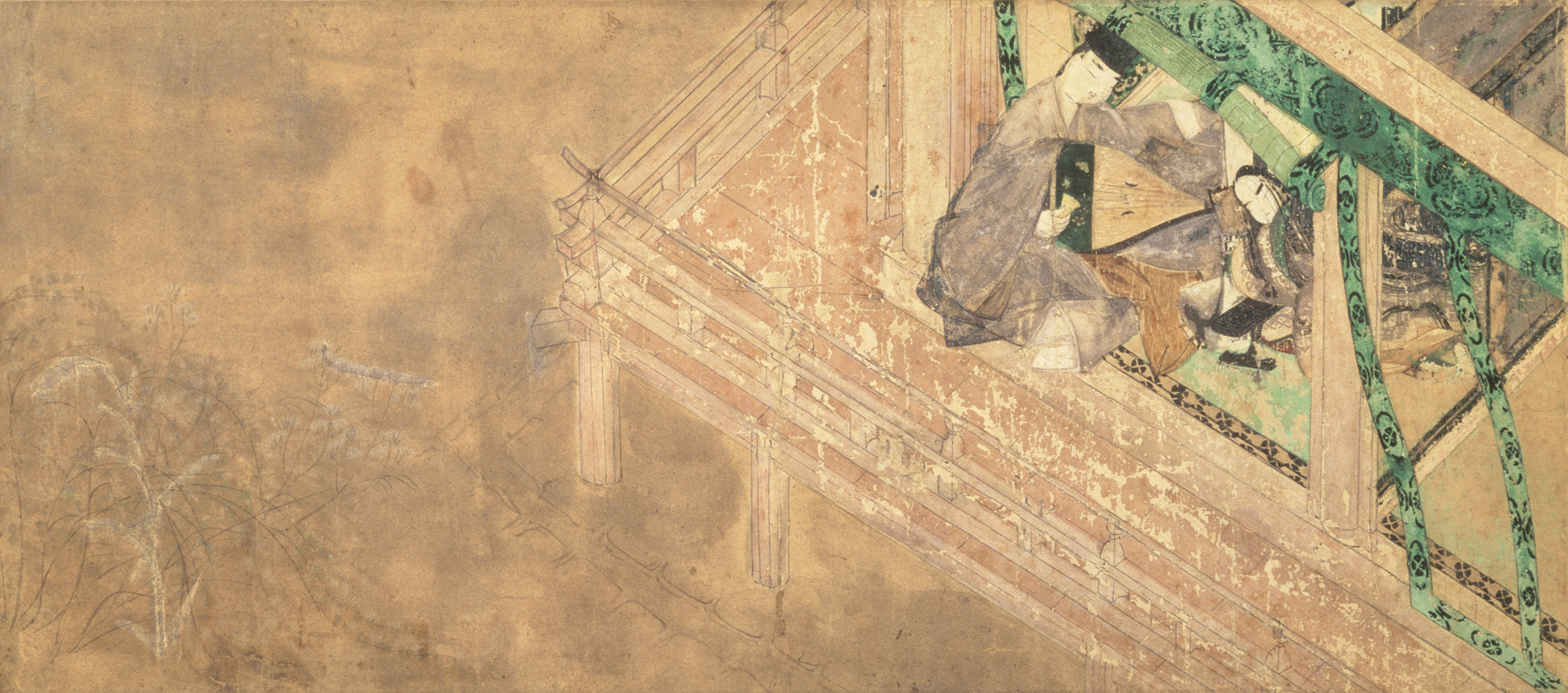
琵琶を奏でる匂宮（『源氏物語絵巻　宿木』平安後期ごろ）

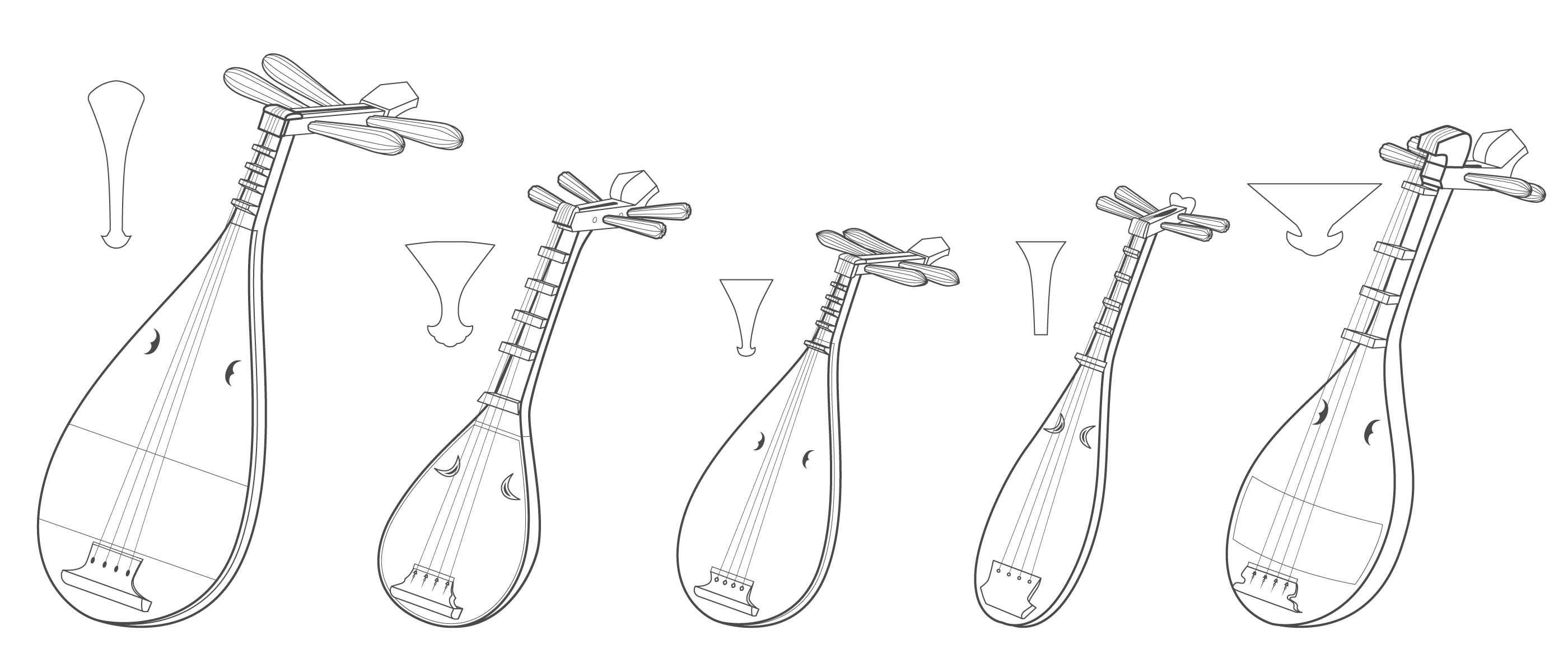
楽琵琶、筑前琵琶、平家琵琶、盲僧琵琶、薩摩琵琶の比較

楽琵琶は雅楽で両絃と呼ばれるもののうちの一つ(もう一つは楽箏)で、管絃、催馬楽（さいばら）に用いる琵琶である（舞楽では通常用いられない）。標準的なものとしては日本の琵琶の中で最も大きく、奈良時代に伝えられた唐代琵琶の形をほとんどそのまま現代に伝えている。撥は逆に最も小さい。現在は合奏の中で分散和音を奏しながらリズム的に支える役目をしている。

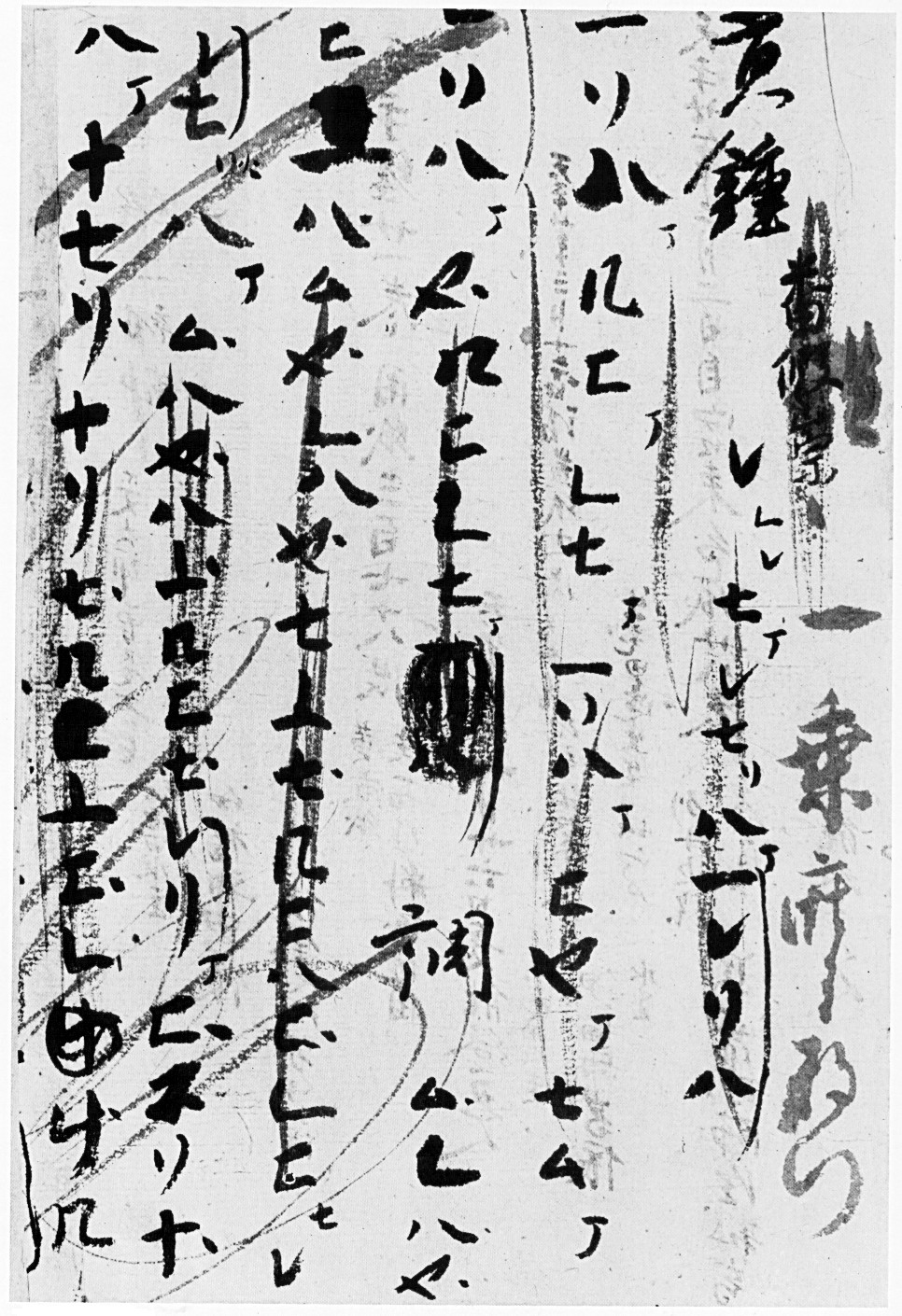
天平琵琶譜（奈良時代 天平10年頃 西暦738年頃）正倉院蔵

かつては独奏曲もあり、琵琶の三大秘曲として「楊真操」、「啄木」、「流泉」などが知られたが、現在に伝えられていない。また様々な技法も存在したようである。しかし、これらの曲の楽譜は現存しており、宮内庁楽部楽長多忠麿によって復曲が試みられ、演奏の録音もおこなわれた。
古くから愛された楽器で、文芸作品にもしばしば登場する。吉備真備、蝉丸、平経正など名人、名手といわれた人も多く、また多くの名器が伝えられている。おおらかで豊かな音色を持ち、後世の諸琵琶との大きな違いは、他の楽器との合奏に用いられること、調ごとに調弦法が変わること、「さわり」（サワリ）の機構がないこと、左手の押弦が、柱（フレット）の間で絃を押さえる張力を変化させて音程を変える奏法がないこと、また小指まで使用すること、などである。
楽琵琶の譜字としては、次のものを用いる。これは笙の譜字と同源とされている。
| 絃＼柱 | 開放弦       | 第一柱     | 第二柱       | 第三柱     | 第四柱   |
| ------ | ------------ | ---------- | ------------ | ---------- | -------- |
| 第一絃 | 一（いち）   | 工（く）   | 凢（ぼ）     | フ（しゅ） | 斗（と） |
| 第二絃 | 乚（おつ）   | 下（げ）   | 十（じゅう） | 乙（び）   | コ（こ） |
| 第三絃 | ク（ぎょう） | 七（しち） | ヒ（ひ）     | 〻（ごん） | 之（し） |
| 第四絃 | 丄（じょう） | 八（はち） | 丨（ぼく）   | ム（せん） | 也（や） |

### 平家琵琶
平家琵琶は楽琵琶から派生したもので、楽器は楽琵琶とほぼ同じつくりだが、小型の物が好まれる。撥は逆にやや大きく、先端の開きが大きい。平家物語をかたるときの伴奏に用いる。平家琵琶を用いた平家物語の語り物音楽を「平曲」と呼ぶ（薩摩琵琶、筑前琵琶にも平家物語を題材とする曲が多数あるが、これらは近世以降に作られたものであり、音楽的には平曲とはまったく違うものである）。伝承によれば、鎌倉時代のはじめ頃に生仏（しょうぶつ）という盲人音楽家がはじめたとされ、曲節には仏教音楽である声明（しょうみょう）の影響がみられる。のち、南北朝時代の盲人音楽家如一とその弟子明石検校覚一（1299年 - 1371年）が改変、整理し、一方（いちかた）流を創始した。いっぽう城玄が創始した八坂流も生まれる。室町時代には能楽と並び広く愛好され、中世日本音楽の代表的存在として並び称される。江戸時代初期には前田検校により前田流が、波多野検校により波多野流が生まれ、前者は江戸を中心に、後者は京都を中心に行なわれた。演奏は当道座に属する盲人音楽家により占有されていたが、江戸時代には晴眼の奏者もあらわれた。しかし地歌や浄瑠璃などの三味線音楽や箏曲の発展と共に次第に下火となり、波多野流は断絶、前田流は江戸時代中期に名古屋の荻野検校によって中興し、この流派のみがこんにちまで名古屋と仙台に伝えられている。演奏者は非常に少ないが、稀に「鱸」「竹生島詣」「那須与一」などを聴く機会がある。雅楽と平曲は絶対音高の音楽であるため、楽琵琶と平家琵琶は絶対音の楽器であり、相対音高の音楽である近世以降の琵琶楽と異なる。
三味線の祖型が日本に伝来したとき、これを初めて扱い現在に近い楽器に改良したのが平家琵琶の演奏家たちであった。そのため、琵琶と同じように三味線を撥で弾くようになった。ただし琵琶と三味線では撥の形状や持ち方に違いがある。また三味線は楽器のみが伝わり楽曲は伴わなかったため、彼らにより新曲が次々に作り出されたが、その際にも平曲の音楽的要素が色々反映されている。

### 盲僧琵琶
盲僧琵琶は仏教儀式に用いられたもので、盲人の僧侶が『法華経』方便品第二の偈の「妙音成仏」の思想を根拠に琵琶の伴奏で経文を唱えたとされるが、娯楽的な音楽もある。その起源は奈良時代に求められ、早くから盲僧の組織が作られていた。蝉丸もその一人といわれる。大別して薩摩盲僧と筑前盲僧とがあり、室町時代から江戸時代にかけ、平曲の座頭組織である当道座と対立した。
薩摩盲僧琵琶から薩摩琵琶が派生し、また薩摩琵琶および三味線音楽の影響のもと明治20年代に筑前盲僧琵琶から筑前琵琶が派生した。
盲僧琵琶には一定した制がなく、色々なかたちがみられるが、楽琵琶の系統とはやや異なり、近世中国の琵琶に似ているものが多い。細身のものが多く、特に細いものを笹の葉に見立てて「笹琵琶」と呼ぶ。
筑前琵琶では五弦、薩摩琵琶では四または五弦の琵琶が使われていたが、薩摩系の常楽院流の伝書『琵琶由来記』によれば、盲僧琵琶の柱は古くは六弦六柱だったものを四弦四柱に改めたとあり、常楽院には六柱の琵琶が保存されている。6には六波羅蜜、六観音など仏教の命数としての意味があり、六柱琵琶は仏具として全ての盲僧琵琶に使われていたと見られている。

### 薩摩琵琶

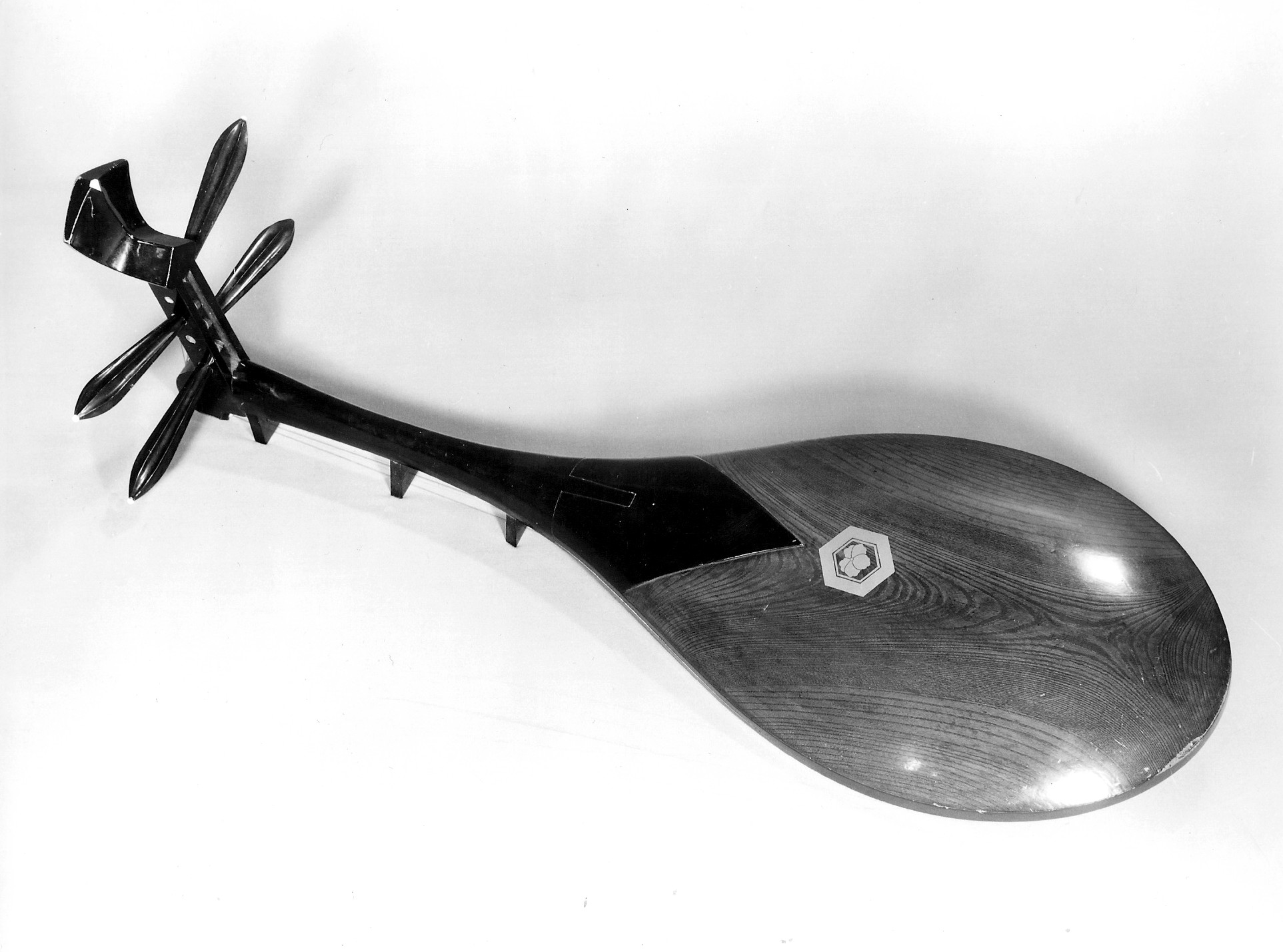
薩摩琵琶の裏側

薩摩琵琶は16世紀に活躍した薩摩の盲僧、淵脇了公が時の領主、島津忠良に召され、命を受けて、武士の士気向上のため、新たに教育的な歌詞の琵琶歌を作曲し、楽器を改良したのが始まりと言われる。これまでの盲僧琵琶を改造し、武士の倫理や戦記・合戦物を歌い上げる勇猛豪壮な演奏に向いた構造にしたものである。盲僧琵琶では柔らかな材を使うことが多かった胴を硬い桑製に戻し、撥で叩き付ける打楽器的奏法を可能にした。撥は大型化し、杓文字型から扇子型へと形態も変化した。これにより、楽器を立てて抱え、横に払う形で撥を扱うことができるようになった。江戸時代には「木崎ヶ原合戦」などの合戦を叙した曲が作られて次第に盛んになり、やがて武士だけでなく町民にも広まった。こうして剛健な「士風琵琶」と優美な「町風琵琶」の2つの流れが成立する。江戸時代末期に池田甚兵衛が両派の美点を一つに合わせ、一流を成し、以降、これが薩摩琵琶として現在まで続いている。
薩摩出身者が力を持っていた明治時代には富国強兵政策とも相まって各地に広まり、吉村岳城、辻靖剛、西幸吉、吉水錦翁などの名手が輩出した。また明治天皇が終生愛好し、明治14年5月に、元薩摩藩主・島津忠義邸にて西幸吉が御前演奏をしたことから、社会的な評価がさらにあがり、やがて「筑前琵琶」とともに「宗家の琵琶節」は皇室向けにしか演奏しない「御止め芸」となった。また、永田錦心が出て、洗練された都会的で艶麗な芸風を特徴とする錦心流を打ち立て、これが評判となり全国に普及した。さらに昭和に入ると水藤錦穣が筑前琵琶の音楽要素を取り入れた「錦琵琶」を創始した。楽器も筑前琵琶を取り入れ五弦五柱を持つよう改良された。その後、水藤錦穣と同じく錦心流から出た鶴田錦史が五弦五柱をさらに改良すると共に、音楽的にも新しい分野へ飛躍させた。それまで語りの伴奏として用いられてきた琵琶に器楽的要素を大きく取り入れ、語りを伴わない琵琶演奏、西洋楽器やこれまで協奏することの無かった他の和楽器との合奏、また錦心流を基礎とした琵琶歌の改良、など斬新なアプローチを行った。鶴田錦史の流れを汲む一派を「鶴田流」あるいは「鶴田派」と呼び、近年発展している。

### 唐琵琶
唐琵琶は、清代に民間で流行した琵琶で、その楽曲（清楽）や月琴等多数の楽器と共に文政年間頃日本に伝わったものである。唐琵琶とは日本での呼び名で、唐代の琵琶とは大きく異なるので注意が必要である。細身で胴は槽の材が表面にまで出て枠となり、そこに表板をはめ込む形をとっている。これは盲僧琵琶の多くや筑前琵琶と共通している。弦は四本、フレットは14個あり、撥ではなくへら状の義甲を用いて弾奏する。主に清代の民間楽曲（清楽）を他の楽器と合奏する。著名な曲としては「九連環」「茉莉花」「水仙花」などがある。清楽は以前に伝わっていた明楽と合わせて明清楽と呼ばれ、幕末から明治初期にかけて流行したが、日清戦争の頃急速に下火となり、現在ではわずかに長崎に伝えられている。

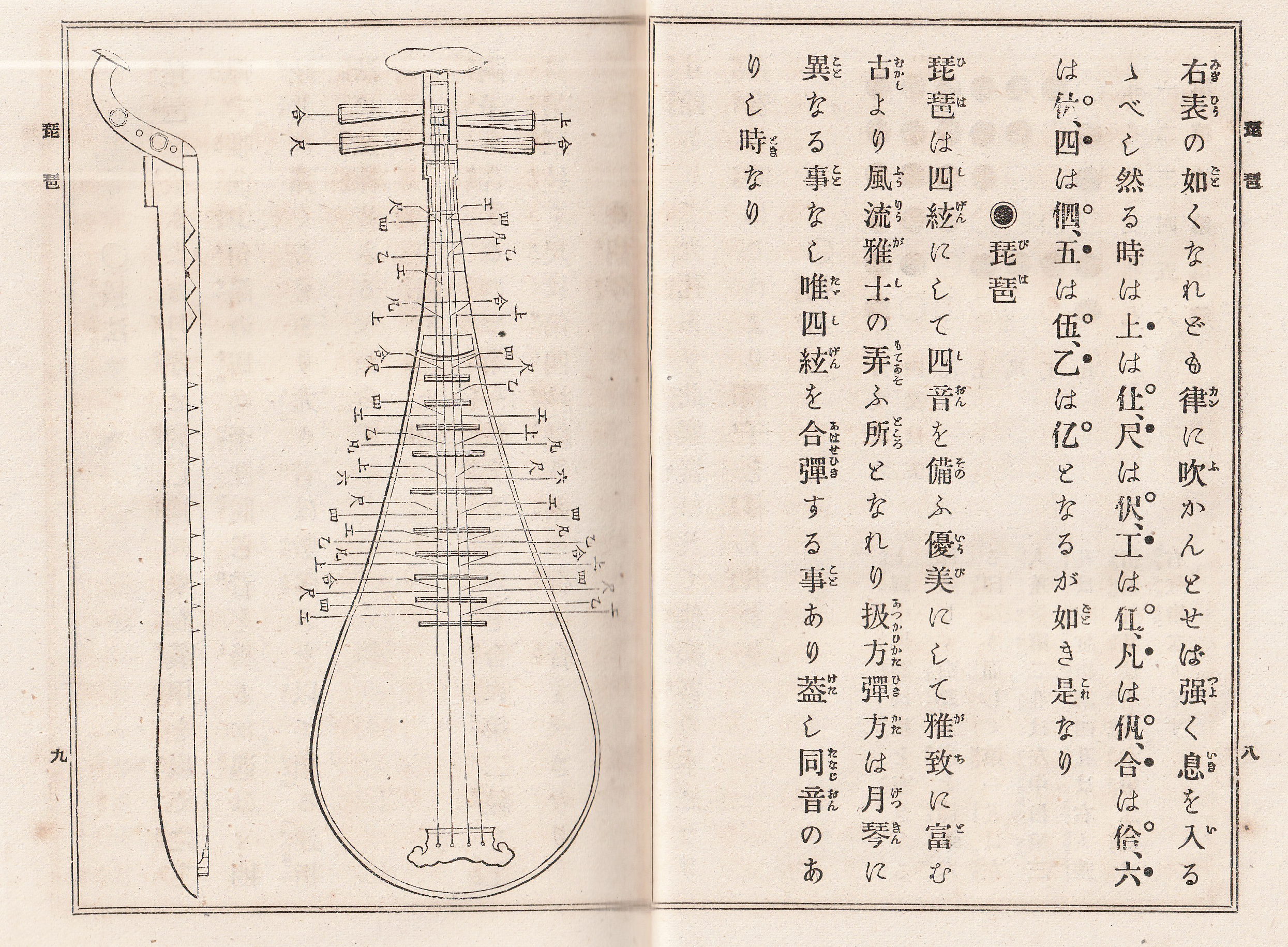
1894年刊『明清楽之栞』より
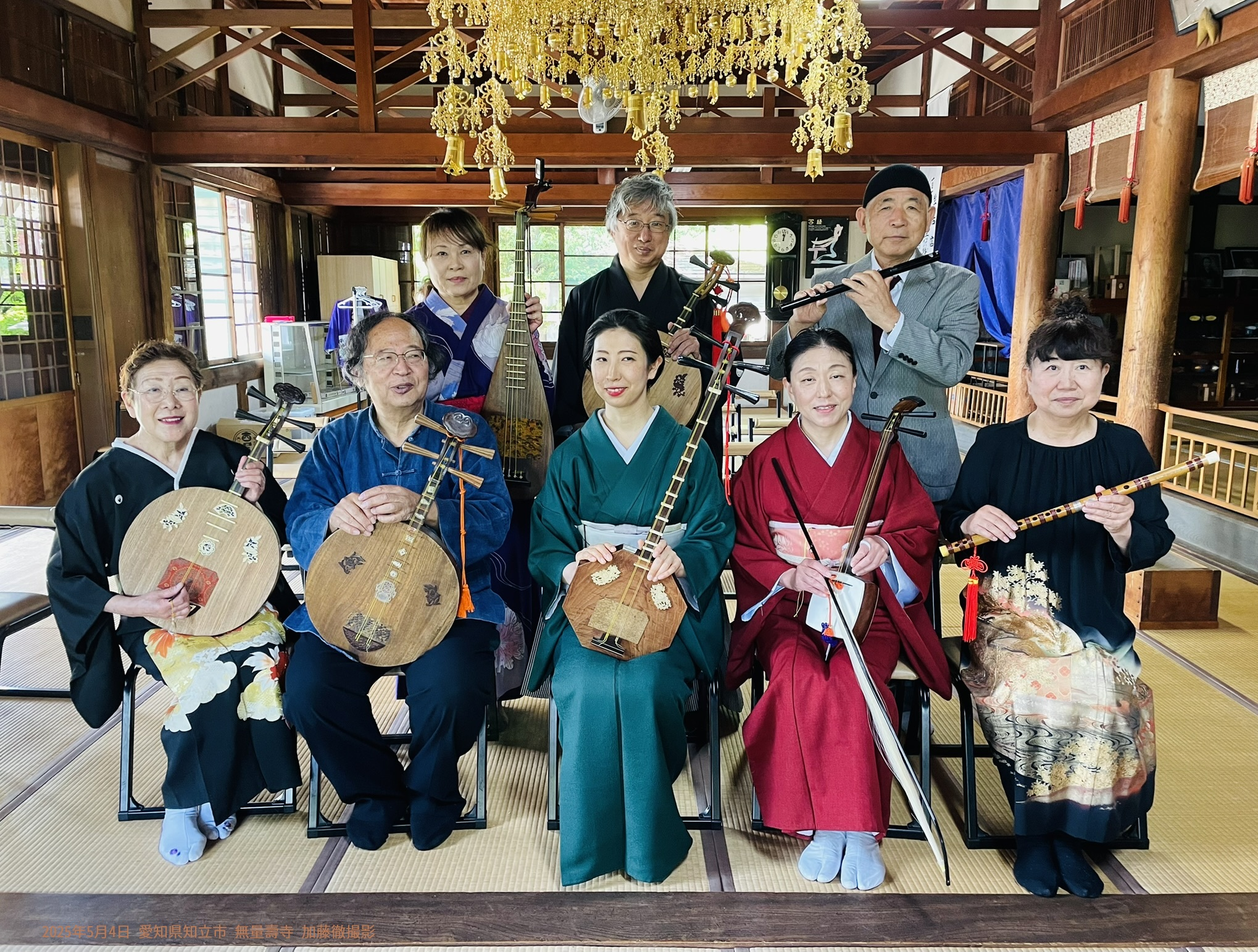
後列左端の女性が左手で持っている楽器が唐琵琶。細身で軽い。

### 筑前琵琶

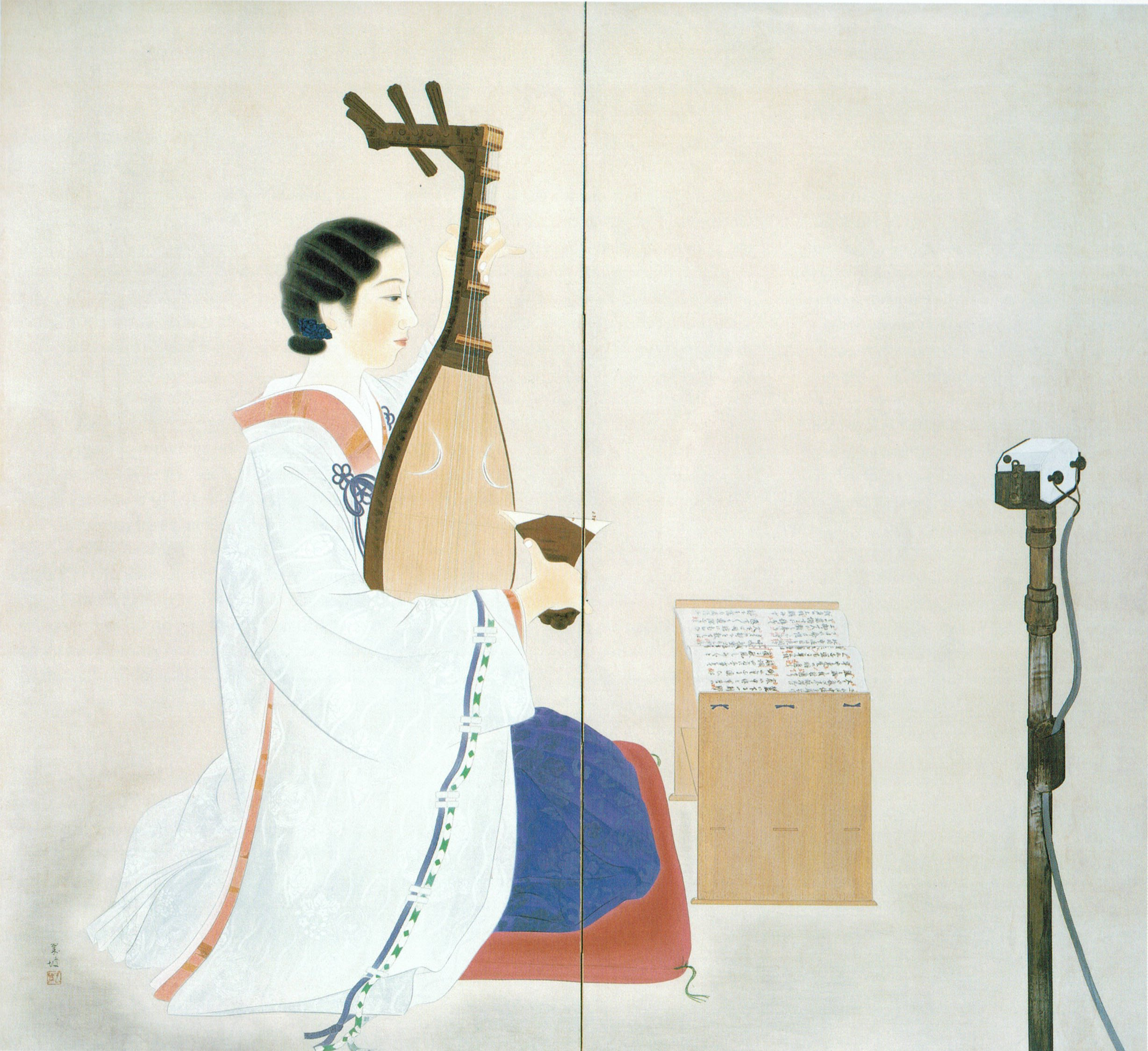
五絃五柱の筑前琵琶。柴田翠坡・画

筑前琵琶は明治時代中期に橘智定（たちばなちてい）が薩摩で薩摩琵琶を研究して帰り、筑前盲僧琵琶を改良、新しい琵琶音楽を作り出した。琵琶奏者の鶴崎賢定（つるさきけんじょう）や吉田竹子がこの新しい琵琶音楽を広めるのに一役買った。明治29年、橘智定は東京へ進出し、演奏活動を開始して注目を浴びた。そして雅号を旭翁と号し、筑前琵琶 橘流を創始、明治天皇御前演奏をするなど急速に全国に広まった。橘流は創始者である初代旭翁の没後、「橘会」と「旭会」の二派に分かれ現在に至る。また吉田竹子の門下から高峰筑風（高峰三枝子の父）が出て一世を風靡したが、後継者がなくその芸風は途絶えた。筑前琵琶の音楽は薩摩琵琶に比べ曲風がおだやかであり、楽器、撥ともやや小柄である。胴の表板は桐に変わり、音色は薩摩琵琶に比べ軟らかい。調絃も三味線に準ずるようになった。女性奏者に人気が出、娘琵琶としても流行した。また一時期は花柳界にも「琵琶芸者」なるものが存在した。薩摩琵琶では歌（語り）と楽器は交互に奏されるが、筑前琵琶の音楽には三味線音楽の要素が取り入れられており、歌いながら琵琶の伴奏を入れる部分がある。著名な曲としては「湖水渡」「道灌」「義士の本懐」「敦盛」「本能寺」「石堂丸」などがある。筑前琵琶の種類は四絃と、四絃より音域をより豊かにする為に初代 旭翁とその実子である橘旭宗 一世によって考案された五絃があり、五絃の方が全体にやや大きい。撥も五絃用のものの方がやや開きの幅が広く、いくらか薩摩のものに近い。柱はいずれも五柱（四絃五柱、五絃五柱）。この他、高音用の「小絃」、低音用の「大絃」も作られたが、一般的に普及はしていない。

### 現代の琵琶
古典的な楽曲だけではなく、独奏、合奏ともに様々な作曲が試みられている。古典のスタイルにのっとった新作もあるが、特に打楽器的効果の強い薩摩琵琶は、しばしば現代音楽にも用いられる。武満徹の「ノヴェンバー・ステップス」、「エクリプス」などが有名。この他、和楽器オーケストラの中で薩摩琵琶や筑前琵琶が1～2パートを受け持つことも少なくない。また楽琵琶では、新作雅楽曲のパートとしての演奏のほか、奈良時代の楽曲の復元演奏なども試みられている。

### 日本の琵琶のいくつかに共通の事項
盲僧琵琶、薩摩琵琶、筑前琵琶は高いフレット（「柱」と称する）を持つ。それだけ弦を押し込むことができ、張力を変化させることにより音程を調節できる範囲が広い（柱によっては長三度まで）。中国の琵琶がフレットを増やして、楽器としての機能向上によって表現力を高めたのとは逆に、日本の琵琶はフレットを増やさず（場合によっては減らし）、その分演奏者の技倆をできるだけ活かして微妙な演奏を行うことを好んだ。また中国琵琶が金属弦を取り入れているのに対し、日本琵琶は絹糸の繊細な音色を大切にしている。いっぽうリュートが撥を捨て、指頭で弾くことから多音性を発達させ、弦数も増えていったのに比べ、日本の琵琶は逆に撥を大型化して一音にすべてを込め、また打楽器的効果を持たせた。